# Custer megye (Oklahoma)
Custer megye az Amerikai Egyesült Államokban, azon belül Oklahoma államban található. Megyeszékhelye Arapaho, legnagyobb városa Weatherford. Lakosainak száma 28 513 fő (2020. április 1.). Custer megye Dewey, Washita, Blaine, Caddo, Beckham és Roger Mills megyékkel határos.

## Népesség
A megye népességének változása:
| Lakosok száma | 27 491 | 27 756 | 28 554 | 29 377 | 29 744 | 28 513 |
|               | 2010   | 2011   | 2012   | 2013   | 2015   | 2020   |